# Брикайло Михайло Йорданович
Михайло Йорданович Брикайло (2 січня 1982, м. Тернопіль — 4 грудня 2022, Донецька область) — український військовослужбовець, рядовий Збройних сил України, учасник російсько-української війни. Почесний громадянин міста Тернополя (2023, посмертно).

## Життєпис
Михайло Брикайло народився 2 січня 1982 року в місті Тернополі.
Загинув 4 грудня 2022 року під час виконання бойового завдання в бою на Донеччині. Вважався безвісти зниклим.

## Нагороди
- почесний громадянин міста Тернополя (3 березня 2023, посмертно) — за вагомий особистий вклад у становленні української державності та особисту мужність і героїзм у виявленні у захисті державного суверенітету та територіальної цілісності України[1].